# Juan Son
Juan Carlos Pereda Velasco, conocido como Juan Son (Guadalajara, 24 de enero de 1984), es un cantante, músico y compositor mexicano de música experimental. fue vocalista de la banda mexicana de rock Porter de 2004 a 2013

## Biografía

### Primeros años
Nació en la ciudad de Guadalajara el 24 de enero de 1984 bajo el nombre de Juan Carlos Pereda. A los cinco años se muda a Texas, donde comienza a cantar en el Coro de la Iglesia; más tarde entraría a clases de piano y a los once años empieza a componer canciones. A los diecisiete años crea su primer grupo: Nouveau, junto a Eva (piano), Christian (batería), Diego (violín), Alfredo (bajo) y Speed (guitarra). Durante este tiempo es que aparece su sobrenombre "Mussgo", debido a que su cabello comenzaba a crecer y era difícil moldearlo. Con esta banda compuso varias canciones, entre las que figuran "Cómo Duele", de la que hay videos en YouTube. Inició la carrera de arquitectura en la universidad ITESO Tlaquepaque, Jalisco, y al interesarse más en la música decide marcharse a estudiar música en Inglaterra en "London Center of Contemporary Music"; él cuenta que durante ese momento estuvo deprimido porque ninguna banda buscaba a alguien como él. Sin embargo hizo un par de proyectos con franceses, australianos y alemanes, algunos de ellos fueron las bandas: Novocaine y The Care Bears. Cuando Juan volvió de Inglaterra, los miembros de Porter fueron a una de sus presentaciones y les gusto tanto que lo invitaron al grupo. Porter.

### Carrera artística
En una presentación de Nouveau, los miembros de Porter: Villor, Chata y Fer asistieron a verlo, junto a su entonces bajista Saúl Figueroa Orendáin, a quien Juan conoció durante la preparatoria. En ese momento lo invitaron a unirse a su grupo pues les agradó su modo de cantar, pero él se marchó a Inglaterra a estudiar y Saúl se fue a otro país a terminar la universidad, entonces el resto del grupo conoce a Diego Bacter, un músico  dedicado a hacer música electrónica a quien invitaron como bajista y programador, cuando Mussgo volvió a Guadalajara traía como propuesta la canción "Daphne", que más tarde fue el segundo sencillo del disco de Porter,  conoció a Bacter y ambos fueron a Estados Unidos a intentar hacer un grupo allá,  tras una serie de decepciones volvieron a Jalisco. En 2004 formaron el grupo Porter, del cual Juan se volvió vocalista, graban su primer EP, Donde los ponys pastan, un disco lleno de melancolía y tristeza, entonces fue cuando gracias a Espiral llegó a la fama. Fue con Porter cuando firman un contrato con la disquera Universal Music. En 2007 graban su primer disco, Atemahawke, el disco más teatral que llegó a componer, en este tiempo Juan Son comenzó a componer sus propias canciones como Las Hadas, Rancho Depresso, Bonanza y Iceberg, que subió a su MySpace, fue en este momento que creó un grupo paralelo a Porter junto a Villor y otros músicos, el grupo se llamaba "María" y fue su primer intento de solista, aquí presentó 9 canciones como "Beta" y "Iceberg", el año siguiente Porter se separa, debido a las diferencias con los demás miembros y el proyecto de María es dejado de lado, utilizando únicamente "The Remains" para las grabaciones de su álbum debut.
Su Primer trabajo como Director fue para el video musical de su banda, para la canción "Host of a Ghost", más tarde participó en los videos musicales de su carrera solista, en la coproducción del video "Azul" de Natalia Lafourcade y estuvo trabajando en la creación de su primera película, la cual afirmaba iba a tener un toque profundamente oscuro, pero el proyecto fue dejado por falta de fondos, otros de sus trabajos fueron en los visuales de Natalia Lafourcade, Austin TV, su carrera solista y ayudó a la dirección artística de los visuales de Porter en el VL13.
En 2009 lanza su primer disco como solista, Mermaid Sashimi, en donde participaron "El Orco", antiguo productor de Porter y exbaterista de Azul Violeta, participó el primer bajista de Porter: Saúl Orendáin y Villor, exguitarrista de Porter, también colaboraron Emmanuel Macias de Radaid y el Vampiro de Jaguares. Ese año fue nominado al Grammy Latino en la categoría de Mejor canción alternativa por su tema "Nada", y ganó la categoría de mejor artista revelación en los premios Telehit.
Durante su carrera de solista dio varios conciertos en varias partes de México y en países como Estados Unidos y el Reino Unido.
Sus canciones durante su tiempo como solista iban desde el pop hasta el rock experimental pero nunca retomó sus raíces indie que demostró en Porter, sus canciones más renombradas dentro de su primer álbum fueron: Nada, Mermaid Sashimi, Goldfish y Ana Paula, esta última es una despedida masoquista hacia su platónica Ana Paula quien murió años atrás, participó en el tributo a Caifanes junto a Hello Seahorse! Austin TV Enrique Bunbury PXNDX y Fobia cantando su versión de Ayer me dijo un Ave.
También llegó a participar en el MTV Unplugged de Julieta Venegas cantando la canción "De mis Pasos", más tarde también llegó a participar con Fobia y Le Butcherettes, e incluso grabó una versión de I Want you to Want me para la película Rudo y Cursi en la que también grabó Saúl Hernández exmiembro de Caifanes. En 2009 fue telonero de la banda Sigur Rós en su visita a México. Grabó varias versiones entre los que se encuentran Zoom de Soda Stereo y Goodbye Horses de Q Lazzarous.
Más tarde realizó una presentación junto a Natalia Lafourcade y Los Dynamite en la que presentaron la canción que grabaron Natalia y Juan Look Outside y una nueva versión de Espiral el sencillo que llevó a la fama a Juan Son, en 2010 Juan ofreció un concierto en el salón José Cuervo y durante la canción nada, contó con la participación de Teri Gender Bender, además de participar en una película de John Cameron Mithcell con Nicole Kidman por ese entonces él estaba intentando hacer lo que sería un segundo álbum de estudio que superaría a su ópera prima Mermaid Sashimi y tendría pistas de Flamenco, Cumbia e incluso Rock Industrial. Más tarde fue a Nueva York a un retiro y a explorar más la música, ahí conoció a Simone Pace el baterista de Blonde Redhead, con el que empezó a producir su disco y terminó formando un nuevo grupo, aunque al inicio Juan quería llamarlo Don Queso, Simone propuso llamarlo aeiou, pues es un nombre que todos saben su significado pero todos lo imaginan de un modo distinto, en el grupo Juan incluyó canciones que ya llevaba rato tocando como Mr Owl, King Ludwing ll una canción anteriormente llamada Disgusting Undone y otras como Last Seen, el afirma que esta canción es la continuación a una canción de Porter llamada Host of a Ghost y finalmente otra como Coffins Floating at sea, la banda también contaba con un miembro sorpresa y llegaron a presentarse en Barcelona, Argentina, Estados Unidos y parte de Europa, él ha expresado que este es el disco más espiritual que ha trabajado, dice que en el disco hay mucho de la mitología europea y que llegó a inspirarse del disco Hu-Hu-Hu de Natalia Lafourcade para hacer algunas canciones como Mr Owl, él dijo en una entrevista sobre que tal vez este sea el último álbum que haga antes de irse de la música, pues planea hacer otras cosas como Jardinería.
Durante un corto tiempo Juan comenzó a subir canciones a  Soundcloud, la mayoría tenían una influencia notoria de Aphex Twin y Bjork, ya que usaba mucho el sintetizador y en ocasiones la distorsión, al año siguiente empieza a subir canciones a Youtube que podrían ser las futuras canciones de aeiou, como Marimba madness, Poisson, Ovulando en las Bahamas y más tarde da un concierto en la Ciudad de México junto a aeiou donde presenta su nueva canción: Don Espejo que habla de como todas las personas son el reflejo de otras.
En 2011 manifestó su interés por la filosofía, haciendo notar su incomodidad ante la venta de música, las disqueras y el mundo comercial, así como su ideología política y cosmologica, por lo cual decide crear una página web que llevaría el nombre de Wikiblend, plataforma mediante la cual la música y el conocimiento sería otorgado por cualquier persona que quisiera brindar sus conocimientos y gratuito para cualquiera que quisiera aprender.
Así mismo ese mismo año, mostró síntomas de una depresión que lo llevó al alcoholismo, cosa que lo llevaría finalmente a adoptar el cristianismo como religión. 
Luego de haber trabajado con aeiou él se fue a un retiro espiritual en la Patagonia, ahí aprendió a cultivar y otras cosas, cuando regresó a Guadalajara encontró a los exmiembros de Porter con una invitación a participar en el Festival Vive Latino 2013, Porter se reagrupó durante el festival Vive Latino, entonces volvieron con el sencillo Kiosko, bajo la producción de Simone Pace, pero ese mismo año Juan Son vuelve a dejar la agrupación.
A lo largo de su carrera ha citado variadas influencias como son: Aterciopelados, Fobia, Caifanes, Jonsi, David Bowie, Mecano, Garbage, New Order, Bjork, Café Tacvba, Radiohead, Soda Stereo, The Strokes, Peter Gabriel, The Cure, Flans, Enrique Bunbury, Joy Division, Agustín Lara, The Carpenters, Matmos, Chetes, Cocteau Twins, Blonde Redhead y Julieta Venegas.
Decidió nombrarse como Juan Agape y empezó a sacar canciones en su cuenta de Soundcloud pero no ha dicho nada al respecto y no dio presentaciones ni entrevistas desde el Vive Latino 2013, aunque se ha aclarado que la salida de Juan del grupo se debía a que Juan quería entregar las canciones de Porter de un modo totalmente gratuito, como había sucedido con Kiosco, además de querer darle un toque religioso a las canciones, por lo cual el grupo tuvo diferencias creativas y eso acabó con la separación de Juan Son del grupo, aunque afirman que eso no afectó su relación personal con los miembros de la banda.
Fue en el 2017 cuando reapareció con el seudónimo “7”, sacando un disco con el mismo nombre, tuvo algunas presentaciones privadas con hasta 60 asistentes por evento, no fue su regreso formal hasta el 24 de julio de 2018, con la salida de su nuevo sencillo Siento, en una entrevista en la plataforma Convoy Network la cual fue la primera en mucho tiempo, él revela a lo que se dedicó en su período de descanso musical, en el que resalta su etapa como mochilero por el mundo y su etapa de regresar a la realidad en Guadalajara, también habla acerca de su espiritualidad encima de alguna religión ya que no se identifica con ninguna. Él regresa de manera formal al mundo de la música.
Durante su carrera estuvo presentándose en diversos festivales como el Festival Colmena, el Coachella, Vive Latino, Sónar, Creek Music & Arts Festival, MX Beat, Hellow, Loud Blue, Ind-O.
En mayo de 2019 se presenta en el Teatro Metropolitan.
El año 2020 inicia un canal en la plataforma de YouTube donde cuenta sus experiencias a sus fans, abandona este proyecto el año 2021 y se dedica a componer música independiente de tipo experimental y electropop, hizo colaboraciones con Transgresor corruptor y Simone Pace. Este año Juan Son se dedica al activismo a través de sus redes sociales junto a sus seguidores y siempre leales fans con quienes comparte el sector denominado Radio Juan.
A finales de junio de 2022, a través de un video en su canal de Youtube titulado "La historia más dificil de mi vida", Juan reveló que fue víctima de abuso sexual sistemático durante su infancia por parte de su propio padre. Lo anterior fue encubierto por su madre quien en vez de protegerlo buscó hacerlo pasar por enfermo mental sometiéndolo a tratamiento psiquiátrico. "Mi mamá me empastillaba. Era de que: 'Es que Jorge es Sonámbulo, por eso anda por todos los cuartos', refirió Juan sobre cómo su madre siempre intentó desviar el tema del abuso de su padre quien entraba a su recámara en las noches.Todo lo anterior generó que Juan desarrollara ataques de pánico y ansiedad, episodios que le acompañaron por muchos años. Su testimonio está sirviendo de inspiración y apoyo a muchos de sus seguidores quienes consideran muy valiente de su parte haber decidido hacerlo público.
En 2024 A través de la plataforma  Twitter (X) y TikTok hizo saber su inconformidad con los miembros de su antigua banda "Porter", incluyendo a David Velasco, debido a que durante años los miembros anteriormente mencionados, se han dedicado a desacreditar y menospreciar, el papel que  Juan, obtuvo y obtendrá siempre, en el éxito e historia de Porter.
La gota que derramó el vaso, fue cuando Bacter (Bajista) en una entrevista del 2015 afirmó que Juan Son, nunca llegó con una canción terminada, asegurado que ellos se las entregaban, lo cual es mentira, ya que Son, aclaró que él fue quien escribió todas las canciones de Porter en algunas como "Kiosko" o "Daphne" además de escribirles letra, participó en la música.
Juan Carlos Pereda Velasco mencionó que sí el problema llegara escalar a mayores, les prohibirá tocar sus creaciones, además de que antes y durante su estancia en  Porter, registró las mismas en Indautor.
Otra suceso importante de mencionar es que Juan Son en 2008, registró el nombre de PORTER (En el IMPI), sin embargo tiempo después sus excompañeros trataron de pelear el nombre, a pesar de que los mismos aseguraron que después de la salida de Son, se harían llamar "FAISAN". Sin embargo, él  se los dejó porque aseguró que su creatividad no se limitaba a Porter.
El 3 de julio de 2024 Juan Son lanza la "Laberinto" en colaboración con Luis Humberto Navejas (Cantante y miembro de la banda Enjambre), primer sencillo del disco que lleva por título "Fabulas del nuevo mundo".
A través de la red social "Instagram" Juan Son dio a conocer que estará como invitado especial, en la GIRA USA 2025 de Enjambre, misma que empezará en febrero y terminará en marzo del año mencionado anteriormente.
Juan Son se sumará a más de 15 fechas, en las que se pueden destacar: Los Ángeles, New York, Phoenix, San Antonio, McAllen, San Francisco, Denver, Chicago, Atlanta, Dallas, Tucson, entre otras.
El 14 de octubre del 2024, lanza el segundo sencillo del disco "Fábulas del nuevo mundo" titulado "Amor Maicero", en colaboración con Transgresorcorruptor y sumando a Ethan Ávila  (Artista digital), como director de vídeo.

## Discografía

### Con Porter
- 2005: Donde los ponys pastan (EP)
- 2007: Atemahawke
- 2013: Kiosko (Sencillo)

### Con AEIOU
- 2011: Space Hymns

### Solista
- 2009: Mermaid Sashimi
- 2016: 7

### Sencillos
•2018: Siento
- 2019: Montaña
- 2024: Las Milkshakes también lloran

### Duetos
- Transgresorcorruptor - «Abandonado» (2019)
- Sussie 4 - «Navajas» (2010)
- Julieta Venegas - «De mis pasos» (2008) MTV Unplugged
- Los Odio - «I Want You To Want Me» (2008) Banda sonora de Rudo y Cursi
- Natalia Lafourcade - «Look Outside» (2009) Hu Hu Hu
- Mariachi Tecalitlan- «No more I Love You's» (2009) Mariachi Rock-O
- Le Butcherettes - «Nada/Sold Less Than Gold» (2009) Indie-O-Awards Live
- Fobia - «La Iguana» (2007) B-Live 07
- Natalia Lafourcade - «Espiral» (2007) B-Live 07
- Natalia Lafourcade - Host of a Ghost versión acústica durante la grabación de Atemahawke y en el Coachella 2008
- Teri Gender Bender - Nada José Cuervo salón (2009)
- Luis Humberto Navejas -Laberinto (2024)
- Transgresorcorruptor -Amor Maicero (2024)
- Transgresorcorruptor -Chiki Bam! (2024)
- Simone Peace -Vampiros (20245)
- Tayrell -Vampiros II (2025)

### Banda sonora
•PORTER «Cuervos» (2008), Voy a explotar
- Juan Son «Déjate caer» (2009) Amor, dolor y viceversa
- Los Odio - «I Want You To Want Me» (2008) Rudo y Cursi